# C-260
La C-260 es una carretera comarcal que comunica la localidad de Figueras con Rosas, propiedad de la Generalidad de Cataluña.
Su trazado se inicia en Figueras, se dirige hacia el este pasando las poblaciones de Vilasacra, Fortiá y Castellón de Ampurias hasta finalizar su trazado en Rosas.

## Nomenclatura
Anteriormente, la carretera pertenecía a la red de carreteras comarcales del Ministerio de Fomento. Su nombre está formado por: C, que indica que era una carretera comarcal de nivel estatal; y el 260 es el número que recibe según el orden de nomenclaturas de las carreteras comarcales, según donde comiencen, su distancia a Madrid y si son radiales o transversal respecto a la capital.

## Trazado actual
Ha sido desdoblada en todo su trazado y está previsto su renombramiento como autovía  C-68 .